# Deep Space–2
A Deep Space–2 penetrátorokat a Mars Polar Lander szondával együtt indították a Marsra 1999. január 3-án. A két becsapódó szonda a NASA New Millennium-programjának része. 11 hónapos bolygóközi repülés után érkeztek meg a Marshoz 1999. december 3-án. Becsapódásuk után nem sikerült felvenni velük a kapcsolatot. A New Millennium-program korábbi sikeres küldetése a Deep Space–1.

## A penetrátorok
A Deep Space–2 szondák két részből álltak. Az alsó rész hatolt be a marsi talajba, a felső rész a felszín felett maradt, hogy könnyebben sugározzon adatokat. Az alsó részben voltak a tudományos műszerek. A két részt egy kábel kötötte össze. Az áramot akkumulátorok állították elő. A penetrátorok 3.572 kg tömegűek voltak.